# Сєверо-Курильськ

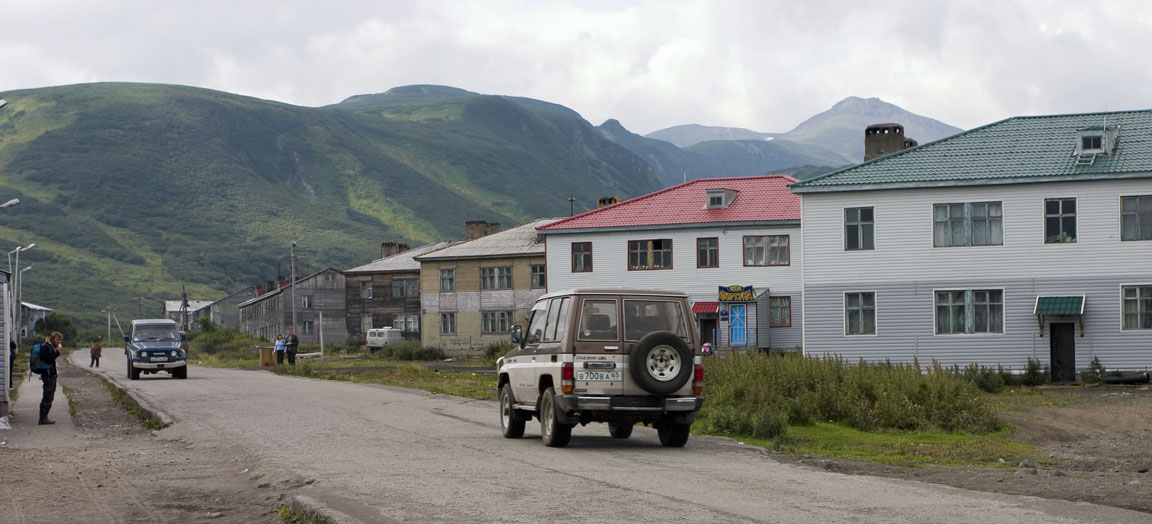
Головна вулиця Сєверо-Курильська

Сє́веро-Кури́льськ (рос. Се́веро-Кури́льск), також Касівабара (яп. 柏原)  — місто в Росії, адміністративний центр Сєверо-Курильського району Сахалінської області.
Населення міста 2,5 тис. осіб (2005).
Місто розташоване на острові Парамушир (Курильські острови), на березі Другої Курильської протоки, за 1338 км від Южно-Сахалінська, за 312 км від Петропавловська-Камчатського. За 7 км від міста знаходиться вулкан Ебеко. У місті є вертодром.

## Історія
В 1875–1946 роках місто називалося Касівабара (柏原) і разом з усіма Курильськими островами (які віддала Росія Японії в 1875 році) належало Японії. У серпні 1945 року острови були захоплені СРСР і незабаром був заснований Сєверо-Курильськ. У листопаді 1952 року місто було практично знищено цунамі, проте після цього відновлене і існує по сьогодення. 30 липня 2025 року місто знову постраждало від землетрусу і цунамі, що послідувало за ним.

## Економіка
Економічна активність в місті в основному пов'язана із видобутком і переробкою риби і морепродуктів. Є рибний порт.

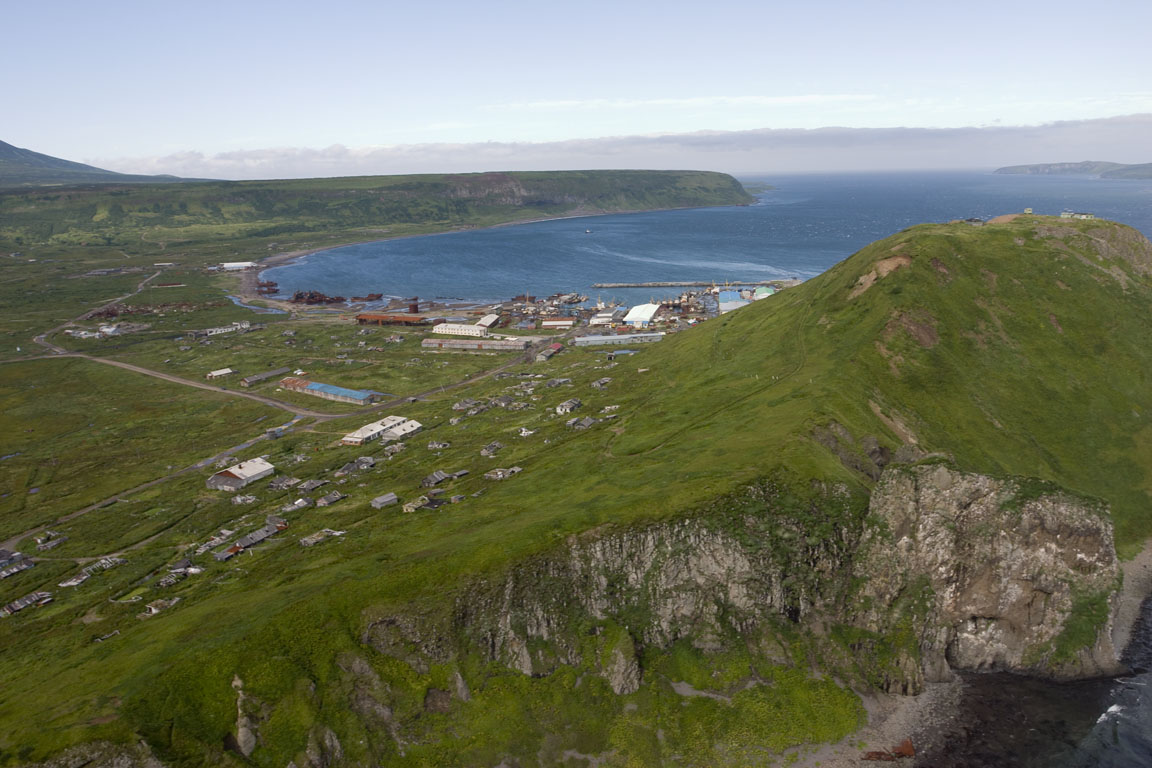
Портовий район Сєверо-Курильська

## Клімат
| Клімат Сєверо-Курильськ | Клімат Сєверо-Курильськ | Клімат Сєверо-Курильськ | Клімат Сєверо-Курильськ | Клімат Сєверо-Курильськ | Клімат Сєверо-Курильськ | Клімат Сєверо-Курильськ | Клімат Сєверо-Курильськ | Клімат Сєверо-Курильськ | Клімат Сєверо-Курильськ | Клімат Сєверо-Курильськ | Клімат Сєверо-Курильськ | Клімат Сєверо-Курильськ | Клімат Сєверо-Курильськ |
| Показник                | Січ.                    | Лют.                    | Бер.                    | Квіт.                   | Трав.                   | Черв.                   | Лип.                    | Серп.                   | Вер.                    | Жовт.                   | Лист.                   | Груд.                   | Рік                     |
| Абсолютний максимум, °C | 5,2                     | 6,0                     | 7,4                     | 13,2                    | 19,0                    | 24,3                    | 26,4                    | 25,1                    | 22,9                    | 16,9                    | 12,2                    | 7,0                     | 26,4                    |
| Середній максимум, °C   | −2,2                    | −2,8                    | −1,1                    | 1,8                     | 5,4                     | 10,5                    | 13,2                    | 14,8                    | 13,2                    | 8,7                     | 3,1                     | −0,5                    | 5,3                     |
| Середня температура, °C | −4,1                    | −4,9                    | −3,3                    | −0,4                    | 2,7                     | 6,8                     | 9,8                     | 11,5                    | 10,2                    | 6,1                     | 1,0                     | −2,3                    | 2,8                     |
| Середній мінімум, °C    | −6,2                    | −7                      | −5,5                    | −2,3                    | 0,5                     | 3,9                     | 7,1                     | 8,7                     | 7,3                     | 3,4                     | −1,2                    | −4,5                    | 0,4                     |
| Абсолютний мінімум, °C  | −21                     | −18,9                   | −17,6                   | −11                     | −7                      | −1,9                    | 1,0                     | 2,0                     | −1                      | −4                      | −12,2                   | −12,8                   | −21                     |
| Норма опадів, мм        | 134                     | 117                     | 128                     | 112                     | 111                     | 107                     | 144                     | 162                     | 166                     | 247                     | 230                     | 184                     | 1842                    |
| Днів з дощем            | 1                       | 0,3                     | 1                       | 6                       | 15                      | 16                      | 17                      | 19                      | 21                      | 24                      | 12                      | 4                       |                         |
| Днів зі снігом          | 30                      | 29                      | 29                      | 23                      | 11                      | 0,5                     | 0,2                     | 0                       | 0,1                     | 6                       | 24                      | 30                      |                         |
| Вологість повітря, %    | 75                      | 77                      | 77                      | 79                      | 82                      | 85                      | 89                      | 87                      | 80                      | 76                      | 74                      | 74                      | 79                      |
| ----------------------- | ----------------------- | ----------------------- | ----------------------- | ----------------------- | ----------------------- | ----------------------- | ----------------------- | ----------------------- | ----------------------- | ----------------------- | ----------------------- | ----------------------- | ----------------------- |
| Джерело: Pogoda.ru.net  |                         |                         |                         |                         |                         |                         |                         |                         |                         |                         |                         |                         |                         |

## Персоналії
- Степанов Віктор Федорович (1947—2005) — російський і український актор.